# ダリオ・ロドリゲス
ダリオ・ロドリゲス（Darío Rodríguez、1974年9月17日 - ）は、ウルグアイの首都モンテビデオ出身の元同国代表の元サッカー選手。現役時代のポジションはディフェンダー。

## 経歴
ウルグアイのペニャロールから、2002年にドイツ・ブンデスリーガのシャルケ04に移籍し、サイドバックやセンターバックでの出場機会を得る。同年のFIFAワールドカップ・日韓大会のウルグアイ代表に招集され、初戦のデンマーク戦では、敗れはしたものの、難しいボレーシュートで同点ゴールを決める。2007年のコパ・アメリカのウルグアイ代表にも選出された。

## 代表歴

### 出場大会
- ウルグアイ代表
  - 2002 FIFAワールドカップ

### 試合数
- 国際Aマッチ 49試合 3得点（2000年-2007年）[1]

| ウルグアイ代表 | 国際Aマッチ | 国際Aマッチ |
| 年             | 出場        | 得点        |
| -------------- | ----------- | ----------- |
| 2000           | 8           | 1           |
| 2001           | 7           | 0           |
| 2002           | 7           | 1           |
| 2003           | 1           | 0           |
| 2004           | 9           | 0           |
| 2005           | 8           | 1           |
| 2006           | 2           | 0           |
| 2007           | 7           | 0           |
| 通算           | 49          | 3           |